# Чемпіонат УРСР з легкої атлетики 1948
Чемпіонат УРСР з легкої атлетики 1948 року відбувся в згідно з календарем змагань. Результати чемпіонату республіки були на рівні попереднього року.
Рекордними результатами на чемпіонаті відзначились Павло Савельєв у марафоні (2:44.48,0) та Юрій Звягінцев у спортивній ходьбі на 10 кілометрів (49.28,0).

## Медалісти

### Чоловіки
| Дисципліни                | Золото                       | Золото    | Срібло | Срібло | Бронза | Бронза |
| ------------------------- | ---------------------------- | --------- | ------ | ------ | ------ | ------ |
| 100 метрів                | Геннадій Дагман Донецьк      | 10,8      |        |        |        |        |
| 200 метрів                | Геннадій Дагман Донецьк      | 22,5      |        |        |        |        |
| 400 метрів                | Геннадій Модой Харків        | 52,3      |        |        |        |        |
| 800 метрів                | Геннадій Модой Харків        | 2.03,2    |        |        |        |        |
| 1500 метрів               | Павло Поршнєв Чернівці       | 4.15,0    |        |        |        |        |
| 5000 метрів               | Павло Поршнєв Чернівці       | 15.48,6   |        |        |        |        |
| 110 метрів з бар'єрами    | Іван Анисимов Київ           | 16,1      |        |        |        |        |
| 400 метрів з бар'єрами    | Семен Танинець Ужгород       | 59,2      |        |        |        |        |
| 3000 метрів з перешкодами | Петро Сорокових Донецьк      | 9.55,8    |        |        |        |        |
| Марафон                   | Павло Савельєв Київ          | 2:44.48,0 |        |        |        |        |
| Ходьба 10 кілометрів      | Юрій Звягінцев Харків        | 49.28,0   |        |        |        |        |
| Стрибки у висоту          | Василь Сидорко Київ          | 1,80 м    |        |        |        |        |
| Стрибки з жердиною        | Петро Богачик Київ           | 3,70 м    |        |        |        |        |
| Стрибки у довжину         | Полтавцев Одеса              | 6,58 м    |        |        |        |        |
| Потрійний стрибок         | Юрій Літуєв Івано-Франківськ | 13,46 м   |        |        |        |        |
| Штовхання ядра            | Віктор Глущенко Харків       | 12,96 м   |        |        |        |        |
| Метання диска             | Григорій Артамонов Харків    | 42,78 м   |        |        |        |        |
| Метання молота            | Григорій Артамонов Харків    | 45,95 м   |        |        |        |        |
| Метання списа             | Ян Шедько Чернівці           | 60,66 м   |        |        |        |        |
| Десятиборство             | Юрій Літуєв Івано-Франківськ | 5864 очки |        |        |        |        |

### Жінки
| Дисципліни            | Золото                      | Золото    | Срібло | Срібло | Бронза | Бронза |
| --------------------- | --------------------------- | --------- | ------ | ------ | ------ | ------ |
| 100 метрів            | Валентина Андріанова Київ   | 12,5      |        |        |        |        |
| 200 метрів            | Валентина Андріанова Київ   | 25,9      |        |        |        |        |
| 400 метрів            | Валентина Андріанова Київ   | 1.01,2    |        |        |        |        |
| 800 метрів            | Валентина Богатирьова Одеса | 2.21,0    |        |        |        |        |
| 80 метрів з бар'єрами | Катерина Адаменко Київ      | 12,0      |        |        |        |        |
| Стрибки у висоту      | Ольга Басова Одеса          | 1,45 м    |        |        |        |        |
| Стрибки у довжину     | Валентина Андріанова Київ   | 5,32 м    |        |        |        |        |
| Штовхання ядра        | Раїса Близнецова Харків     | 12,34 м   |        |        |        |        |
| Метання диска         | Зоя Синицька Київ           | 41,46 м   |        |        |        |        |
| Метання списа         | Валентина Попова Харків     | 40,14 м   |        |        |        |        |
| П'ятиборство          | Зоя Синицька Київ           | 3231 очко |        |        |        |        |